# Nietolerancja (film)
Nietolerancja (ang. Intolerance: Love’s Struggle Throughout the Ages) – amerykański film niemy z 1916 roku w reżyserii Davida Warka Griffitha. Nietolerancja, nakręcona przez Griffitha w odpowiedzi na burzliwe przyjęcie Narodzin narodu, stanowi opowieść o nietolerancji dotykającej człowieka. Na fabułę składają się cztery wątki, które opisują: upadek Babilonu, męczeństwo Jezusa Chrystusa, wydarzenia nocy św. Bartłomieja oraz czasy współczesne filmowi. Nietolerancja kończy się alegorią sugerującą wyzwolenie wszystkich ludzi z niewoli.
Po sukcesie kasowym Narodzin narodu Griffith zdecydował się na nakręcenie filmu, który mógłby stanowić dla niego odpowiedź wobec jego krytyków, (Griffith był ich reakcją oburzony) a nie jak się popularnie przyjmuje próbą moralnej rehabilitacji za ów film gloryfikujący Ku Klux Klan. Efektem było jedno z najdroższych przedsięwzięć w dziejach kina niemego: Nietolerancja kosztowała 2 miliony dolarów (około 43 miliony dolarów według cen z 2013 roku); do zdjęć wynajęto około 60 tysięcy statystów. Reżyser udoskonalił swój warsztat twórczy, starannie używając montażu równoległego oraz dostosowując plany filmowe do akcji swego dzieła. Griffith zastosował również spektakularne najazdy kamery z dużej wysokości. Motywem jednoczącym akcję utworu był obraz matki kołyszącej swe niemowlę, co zdaniem reżysera miało pobudzić wrażliwość widza.
Nietolerancja poniosła klęskę finansową, swoją pacyfistyczną wymową nie pasowała bowiem do wydarzeń I wojny światowej. Film ten jednak, pomimo naiwnego zdaniem części krytyków przesłania, dzięki sprawności realizacyjnej stanowi jedno z najważniejszych osiągnięć kina. W 1989 roku Nietolerancja znalazła się w National Film Registry jako budująca dziedzictwo kulturalne Stanów Zjednoczonych, a w 1995 roku została umieszczona na watykańskiej liście 45 filmów fabularnych, które propagują szczególne wartości religijne, moralne lub artystyczne.

## Fabuła

### Opowieść współczesna
W 1914 roku Najdroższa i jej mąż Chłopak żyją na skraju ubóstwa powodu strajku związkowego po obniżeniu płac, aby magnat przemysłowy mógł sfinansować działalność charytatywną swojej siostry i samozwańczych „Reformatorek” będących rozgoryczonymi starymi pannami. Ta sama organizacja odbiera dziecko Najdroższej, powołując się na zaniedbanie, ponieważ Chłopak zmuszony do ścieżki kryminalnej trafia do więzienia.

### Opowieść babilońska
W 539 r. p.n.e. w Babilonii narasta konflikt stronnictw religijnych – kultu boga Bel-Marduka i kultu bogini Isztar, na czele którego stoi księżniczka Umiłowana, siostra następcy tronu babilońskiego Baltazara. Wielki Kapłan Bel-Marduka, nie mogąc znieść neutralności religijnej władzy i tym samym utraty wpływów, skrycie sprzymierza się z królem Persji Cyrusem planującym podbój Babilonu, stolicy Babilonii. Prowadzi to do bitwy zwiastującej upadek państwa.

### Opowieść francuska
We Paryżu 1572 roku królowa matka Francji Katarzyna Medycejska ukrywa polityczną nietolerancję wobec hugenotów pod płaszczem katolicyzmu. Jednak jej syn król Karol IX jest w dobrych stosunkach z przywódcą hugenockim, admirałem Colignym. Wskutek intryg Katarzyna Medycejska zmusza króla do legalizacji rzezi hugenotów w święto liturgiczne św. Bartłomieja.  

### Opowieść judejska
W starożytnej Jerozolimie pewien Nazareńczyk pomaga najsłabszym co jest w niesmak faryzeuszom, którzy są dobroczynni na pokaz, a w rzeczywistości obłudnymi hipokrytami. Z pomocą panujących tu Rzymian faryzeusze prowadzą do legalnego ukrzyżowania Nazareńczyka.  

## Obsada
- Lillian Gish – Nieśmiertelna Matka

Opowieść współczesna
- Mae Marsh – Najdroższa
- Robert Harron – Chłopak
- Miriam Cooper – Samotna
- Vera Lewis – Mary T. Jenkins
- Sam de Grasse – Arthur Jenkins
- Walter Long – Muszkieter Slumsów
- F.A. Turner – ojciec Najdroższej
- Monte Blue – uprzejmy sąsiad
- Alberta Lee – uprzejma sąsiadka
- Tom Wilson – życzliwy oficer
- Ralph Lewis – gubernator
- Lloyd Ingraham – sędzia
- William H. Brown – naczelnik
- Tully Marshall – przyjaciel Muszkietera Slumsów
- Tod Browning – jeden ze zbirów

Opowieść babilońska
- Constance Talmadge – Dziewczyna z Gór
- Alfred Paget – książę Baltazar
- Seena Owen – księżniczka Umiłowana
- Tully Marshall – Wielki Kapłan Bel-Marduka
- Elmer Clifton – Rapsod
- Elmo Lincoln – Potężny i Mężny
- George Siegmann – król Cyrus
- Carl Stockdale – król Nabonid
- Frank Brownlee – brat Dziewczyny z Gór
- Martin Landry – licytator
- Robert Lawler – sędzia
- George Fawcett – sędzia
- Tully Marshall – arcykapłan Marduk
- Taylor N. Duncan – ochroniarz księżniczki Umiłowanej
- Wallace Reid – zapłakany żołnierz
- Walter Long – babiloński żołnierz

Opowieść francuska
- Margery Wilson – Brązowooka
- Eugene Pallette – Prosper Latour
- Allan Sears – najemnik
- Josephine Crowell – Katarzyna Medycejska
- Joseph Henabery – adm. Coligny
- Frank Bennett – Karol IX Walezjusz
- Joe Murphy – książę d’Anjou
- Maxfield Stanley – Henryk III Walezy
- Spottiswoode Aitken – ojciec Brązowookiej
- Ruth Handforth – matka Brązowookiej
- W.E. Lawrence – Henryk IV Burbon
- Constance Talmadge – Małgorzata Walezjuszka
- Howard Gaye – kard. de Lorraine
- Taylor N. Duncan – kapitan Gateg

Opowieść judejska
- Bessie Love – Narzeczona
- George Walsh – Narzeczony
- William H. Brown – ojciec Narzeczonej
- Howard Gaye – Nazareńczyk
- Lillian Langdon – Maria
- Olga Grey – Jawnogrzesznica
- Erich von Ritzau – pierwszy faryzeusz
- William Coutright – drugi faryzeusz
- Erich von Stroheim – drugi faryzeusz